# سیارک ۶۲۰۲
سیارک ۶۲۰۲ (به انگلیسی: 6202 Georgemiley، نامگذاری:3332T-1) شش هزار و دویست و دومین سیارک کشف شده‌است که در ۲۶ مارس ۱۹۷۱ کشف شد.
قدر مطلق سیارک برابر ۱۴٫۹۰ است.